# Ghost
För andra betydelser, se Ghost (olika betydelser).
Ghost är en amerikansk dramathriller från 1990 i regi av Jerry Zucker. I huvudrollerna ses Patrick Swayze, Demi Moore, Whoopi Goldberg, Tony Goldwyn och Rick Aviles. Filmen hade Sverigepremiär den 12 oktober 1990.

## Handling
Sam (Patrick Swayze) och Molly (Demi Moore) lever ett lyckligt liv tillsammans tills de en dag blir utsatta för ett rån då de går genom en mörk gränd. Sam avlider av skadorna men väljer att inte gå in i det ljus som visar sig för honom. Kvar blir han på jorden som ett spöke, osynligt för alla levande. Hans kärlek till Molly lever kvar stark och det är på grund av att han inte kan släppa taget om henne som han är kvar. 
Sam får snart reda på att omständigheterna kring hans död inte är vad de först verkade vara, utan var istället ett mord planerat av en man som stod både honom och Molly nära. Sam måste nu på något sätt varna Molly och berätta för henne vad som har hänt men kan inte nå henne i den form han befinner sig i. Till sin hjälp tar han ett medium, Oda Mae Brown (Whoopi Goldberg) och tillsammans med henne ska han försöka ställa allt till rätta.

## Om filmen
Ghost blev en enorm framgång och tjänade över 500 miljoner dollar. Filmen belönades med två Oscars, en till Whoopi Goldberg för bästa kvinnliga biroll och en till Bruce Joel Rubin för bästa originalmanus.
"Unchained Melody", framförd av The Righteous Brothers, spelades i bakgrunden under den kända romansscenen mellan Swayze och Moore.

## Rollista i urval
- Patrick Swayze - Sam Wheat
- Demi Moore - Molly Jensen
- Whoopi Goldberg - Oda Mae Brown
- Tony Goldwyn - Carl Bruner
- Rick Aviles - Willie Lopez
- Vincent Schiavelli - spöke i tunnelbanan
- Gail Boggs - Louise, Oda Maes syster
- Armelia McQueen - Clara, Oda Maes syster
- Phil Leeds - spöke på akuten
- Augie Blunt - Orlando
- Stephen Root - polissergeant
- Bruce Jarchow - Lyle Ferguson

## Musikalversion
Filmen har också blivit till en musikal, Ghost. Föreställningen hade urpremiär i Manchester, Storbritannien under våren 2011, innan den flyttades till Londons West End från juni samma år, med premiär den 19  juli. I huvudrollerna fanns Richard Fleeshman som spelade Sam, tillsammans med Caissie Levy som Molly och Sharon D. Clarke som Oda Mae Brown. Den stora framgången för West End-produktionen tog musikalen vidare till Broadway i mars 2012. Där hade den endast en kortlivad spelplan, och lades ner i augusti 2012. Därefter följde slutet på den brittiska originaluppsättningen, med sista föreställningen den 6 oktober 2012. En nationell turné över Storbritannien påbörjades i april 2013, och en följande amerikansk turné.
I Sverige sattes musikalen upp på Chinateatern under hösten 2018, i regi och översättning av Anders Albien, koreografi av Jennie Widegren. I den svenska rollsättningen finns bland andra Peter Johansson som Sam, Maria Lucia Heiberg Rosenberg som Molly, Gladys del Pilar som Oda Mae Brown och Bruno  Mitsogiannis som Carl.